# Варнакова
Монастырь Успения Богородицы Варнакова (Кимисис-Теотокос-Варнаковис, греч. Μονή Κοιμήσεως Θεοτόκου Βαρνακόβης ή Μονή Παναγίας Βαρνάκοβας) — женский монастырь Фокидской митрополии Элладской православной церкви. Посвящён Успению Пресвятой Богородицы. Расположен в 25 км к северо-востоку от города Нафпактоса, на горе Айос-Арсениос (св. Арсения, 1004 м), на высоте 800 м. По одной из версий название монастыря связано с чтимой древней иконой Богородицы Варнакова, по преданию происходящей из болгарского города Варна. Административно относится к деревне Тихион в общине Дорида в периферийной единице Фокида в периферии Центральная Греция. По переписи 2011 года в обители 16 монахинь.

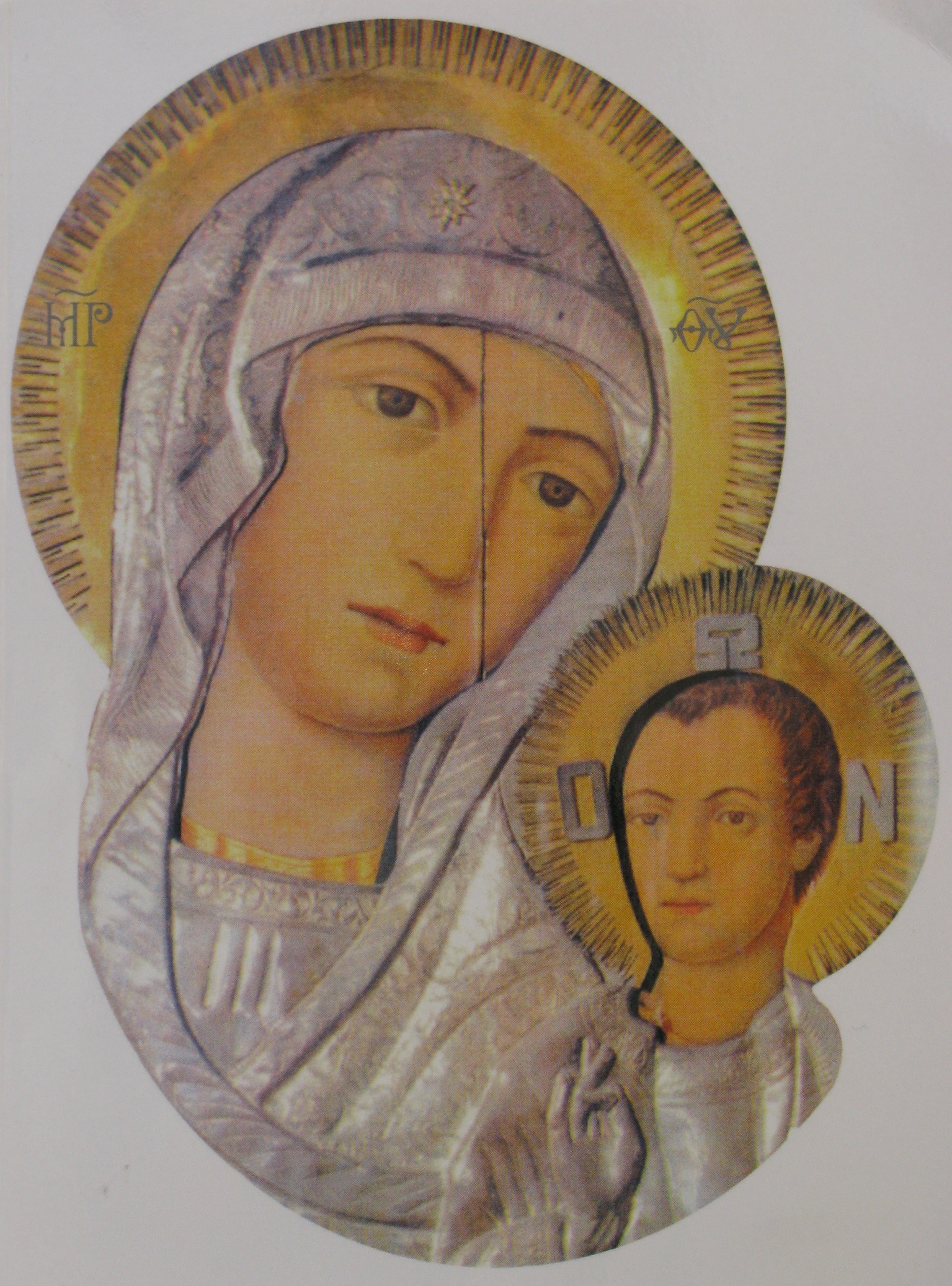
Икона Богородицы Варнакова

В 1077 году преподобный Арсений Верниковит основал мужской монастырь и построил соборный храм, расписанный между 1084 и 1111 годом. В 1148 году монах Иоанн построил большой храм, согласно клиторской надписи над входом из нартекса. В 1151 году построен и расписан нартекс. Византийские императоры Алексей I Комнин (1081—1118), Иоанн II Комнин (1118—1143) и Мануил I Комнин (1143—1180) делали драгоценные вклады и жаловали монастырю земельные участки.
Монастырь находился под особым покровительством деспотов Эпира. Деспот Акарнании и Этолии Константин Комнин Дука в 1229 году пристроил экзонартекс. В монастыре находятся погребения многих членов династии Ангелов Комнинов.
Главная церковь (кафоликон) значительно повреждена при землетрясении 1995 года и с тех пор была закрыта. В качестве храма использовалась часовня. В январе 2017 года при пожаре сгорела библиотека. Около 11 часов вечера 14 июня 2020 года начался пожар на крыше храма. Сгорели древняя чтимая икона Богородицы Варнакова и другие святыни.

## Число монахинь в обители
| Год  | Число монахинь в обители |
| ---- | ------------------------ |
| 1991 | 0                        |
| 2001 | 12                       |
| 2011 | ↗ 16                     |